# Deutsche Schuhfachschule
Die Deutsche Schuhfachschule (DSF) mit Sitz in Pirmasens ist eine staatliche Fachschule zur Ausbildung von Schuhtechnikern in den Fachbereichen Betriebstechnik und Modellgestaltung.

## Geschichte
Die Deutsche Schuhfachschule wurde 1927 als eigenständige „Fachschule der deutschen Schuhindustrie“ gegründet und war damals der zweite Anlauf einer Schuhfachschule im Deutschen Reich, nachdem die preußische Fachschule in Wermelskirchen schon im Jahre 1917 geschlossen wurde. Anfänglich nutzte die DSF das ehemalige Fabrikgebäude der Schuhfabrik Grießer & Lang in der Kaiserstraße, zu Beginn der dreißiger Jahre wurde aber der Neubau an der Lemberger Straße in Angriff genommen und am 25. April 1936 eröffnet. Mit dem Umzug in das eigene Gebäude änderte die Einrichtung ihren Namen in "Deutsche Schuhfachschule". Seit dem Jahr 1996 ist die Deutsche Schuhfachschule organisatorisch als Bildungsgang in die Berufsbildende Schule Pirmasens integriert und somit nicht mehr selbständig. Im März 2009 bezog die Schule ihren heutigen Standort im International Shoe Competence Center (ISC) auf der Husterhöhe.

## Abschlüsse
Seit 1956 verleiht die Deutsche Schuhfachschule ihren Absolventen den Titel „Staatlich geprüfte(r) Schuhtechniker(in)“. Die Studierenden können dabei unter den beiden Ausbildungsschwerpunkten „Betriebstechnik“ und „Modellgestaltung“ auswählen, der in Klammern hinter dem Titel angegeben wird.
Die zweijährige Ausbildung ist nach der rheinland-pfälzischen Fachschulverordnung in Lernmodule gegliedert.
In den fachrichtungsübergreifenden Lernmodulen werden neben mathematischen Kenntnissen mutter- und fremdsprachliche sowie informationstechnische Kommunikationsfähigkeiten gefördert und die entsprechenden Arbeitstechniken erlernt. Dazu kommt eine umfassende Beschäftigung mit dem Thema Qualitätsmanagement.
Gleichzeitig wird in den fachrichtungsbezogenen Lernmodulen eine arbeitsorganisatorische, werkstoffkundliche und fertigungstechnische Basis errichtet. Die ergänzenden Übungen in den Werkstätten des ISC Germany (International Shoe Competence Center) und die Umsetzung eigener Entwürfe und Konstruktionen in tragbare Schuhe gewährleisten einen engen Bezug zur Praxis.
Die Schnitttechnik beim Entwickeln von Schuhmodellen wird sowohl in traditioneller, manueller Weise erlernt als auch durch das Gestalten und Projektieren mit CAD (computer aided design) ergänzt. Dazu gehören der computergesteuerte Materialzuschnitt, die Kalkulation und die Größengradierung.
Die fachübergreifenden Lernmodule sind für die beiden Schwerpunkte „Betriebstechnik“ und „Modellgestaltung“ identisch.

## Zugangsvoraussetzungen
Man braucht ein Abschlusszeugnis einer einschlägigen Ausbildung als Schuhfertiger, Schuhmacher, Orthopädie-Schuhmacher, Schuh- und Lederwarenstepper oder Fachkraft für Lederverarbeitung und einschlägige Berufspraxis, mindestens sechs bis 12 Monate, oder eine  Gescheinigte einschlägige Berufspraxis, mindestens fünf Jahre. Weiters braucht man eine nicht einschlägige Berufsausbildung und eine einschlägige Berufspraxis, mindestens 12 – 24 Monate. Eine angemessene Beherrschung der deutschen Sprache in Wort und Schrift wird vorausgesetzt.
Nicht-EU-Bürger müssen nach Zulassung zum Fachschulstudium eine Aufenthaltsgenehmigung beantragen.